# Ian Monk
Pour les articles homonymes, voir Monk (homonymie).
Ian Monk est un poète et traducteur britannique, né à Londres en 1960.

## Biographie
Après des études de lettres classiques à la faculté de Bristol, il entre dans le groupe de l'Oulipo en 1998, à la suite d'un travail de traduction et d'adaptation pour l'Oulipo Compendium avec Harry Mathews.
Au sein du groupe, il crée de nouvelles contraintes d'écriture telles que les « monquines » qui combinent sextines et mots nombrés, et les « quenoums » qui combinent quenines et pantoums. Ces poèmes ont été publiés par de nombreuses revues, dont Le Jardin Ouvrier, Formes Poétiques Contemporaines, Grumeaux, Ce qui Secret, McSweeney's, Drunken Boat, Words Without Borders… Il se produit régulièrement avec Arnaud Mirland et leur groupe de rock The Outsiders, et il donne des lectures/performances aussi bien en France qu’ailleurs (Londres, Bruxelles, Berlin, Luxembourg, Los Angeles, New York…). Actuellement, il multiplie les collaborations avec d'autres artistes, par exemple en participant à la création d'un spectacle avec Superlevure Compagnie et un projet poésie/photographie avec l'artiste japonaise Hanako Murakami.
Ian Monk a traduit de nombreux auteurs, notamment Georges Perec, Raymond Roussel, Hugo Pratt et Daniel Pennac. Il a gagné le Prix Scott Moncrieff pour sa traduction de Monsieur Malaussène en 2004.
Il a participé occasionnellement à l'émission de France Culture Des Papous dans la tête.

## Œuvres
- We Did Everything. Make Now Press, 2024.
- 14 x14 (version anglaise traduite par Philip Terry et l'auteur), Sagging Meniscus Press, 2024
- Interludes (traduit par Philip Terry), Ma bibliothèque, 2022
- PQR, Éditions Isabelle Sauvage, 2021
- Aujourd'hui le soleil, Éditions Les Venterniers, 2019
- Vers de l'infini, Cambourakis, 2017
- ça coule et ça crache, poèmes sur les photos de Hervé Van De Meulebroeke, Éditions Les Venterniers, 2016
- Twin Towers, poème kit en 3D, les mille univers, 2015
- Les feuilles de yucca / Leaves of the Yucca, ebook bilingue, Contre-mur, 2015
- Là, Cambourakis, 2014
- 14 x 14, L'Âne qui butine, 2013
- La Jeunesse de Mek-Ouyes, Cambourakis, 2011
- Un autre là, poème-affiche, Contre-mur, 2011
- Control Variations, livret de spectacle multimédia, Philharmonia Luxembourg, 2009
- Prompts, jeu/spectacle interactif, Kunstverein, New York, 2009
- Plouk Town, Cambourakis, 2007
- Stoned at Bourges, les mille univers, 2006
- Writings for the Oulipo, Make Now Press, 2005
- N/S, (avec Frédéric Forte), Éditions de l'Attente, 2004
- Histoires parallèles basique/banale (avec Lise Martin), La Nuit Myrtide, 2004
- L'Inconnu du Sambre express,TEC-CRIAC, 2004
- Family Archaeology and Other Poems, Make Now Press, 2004
- Le Voyage d'Ovide, Le Verger, 2002
- Désesperanto, Plurielle, 2001

En collaboration :
- Battre les rues, dans Les Mystères de la capitale, (avec Olivier Salon), Le bec en l'air, 2013
- Septines en Septaine et autres poèmes, (avec Frédéric Forte et al.), les mille univers, 2013
- Anthologie de l’Oulipo, Gallimard, 2009.
- À chacun sa place, La Contre Allée, 2008
- Potje vleesch, La Nuit Myrtide, 2006
- Poèmes accordés, Le Marais du Livre, 2002
- Oulipo Compendium, Atlas Press, 1998

Publications dans la Bibliothèque oulipienne :
- Une autobiographie en petits forestiers, La Bibliothèque oulipienne, n° 243, 2024
- La mesure du volailler (ou Poulter's Measure), La Bibliothèque oulipienne, n° 242, 2023
- “Canzone", La Bibliothèque oulipienne, n° 222, 2015
- Le Monde des nonines, (avec Michèle Audin) La Bibliothèque oulipienne, n° 218, 2015
- Comment dire en anglais, La Bibliothèque oulipienne, n° 188, 2010
- La Queninisation du yucca, La Bibliothèque oulipienne, n° 181, 2009
- Les Feuilles du yucca, La Bibliothèque oulipienne, n° 176, 2008
- Élémentaire, mon cher, La Bibliothèque oulipienne, n° 128, 2003
- Quenoums, La Bibliothèque oulipienne, n° 127, 2003
- Les États du sonnet, La Bibliothèque oulipienne, n° 116, 2001
- Le Voyage d'Hoover, La Bibliothèque oulipienne, n° 110, 1999
- Monquines, La Bibliothèque oulipienne, n° 109, 1999
- Fractales, La Bibliothèque oulipienne, n° 102, 1998

Éditeur / traducteur (avec Daniel Levin Becker)
- All That is Evident is Suspect : Readings from the Oulipo 1963-2018, McSweeney's, 2018

Traductions (choix) :
- Oulipo : Paris Math, Cassini, 2017
- Rufo Quintavalle : Shelf 1-15, corrupt press, 2015
- Frédéric Forte : Minute Operas (Operas Minute), en collaboration, Burning Deck, 2014
- Georges Perec / Oulipo : Winter Journeys (Le Voyage d'hiver & ses suites), Atlas Press, 2013
- Jacques Roubaud : Mathematics: (Mathématique:) Dalkey Archive, 2012
- Hervé Le Tellier : A Thousand Pearls (for a Thousand Pennies) (Les amnésiques n'ont rien vécu d'inoubliable), Dalkey Archive, 2011
- Hervé Le Tellier : The Sextine Chapel (La Chapelle Sextine), Dalkey Archive, 2011
- Yannick Haenel : The Messenger (Jan Karski), Text Publishing Company, 2010
- Raymond Roussel : New Impressions of Africa (Nouvelles impressions d'Afrique), Atlas Press, 2005
- Marie Darrieussecq : White (White), Faber, 2005
- Marie Darrieussecq : A Brief Stay with the Living (Bref séjour chez les vivants), Faber, 2005
- Camille Laurens : In Those Arms (Dans ces bras-là), Bloomsbury, 2005
- Daniel Pennac : Monsieur Malaussène (Monsieur Malaussène), Harvill, 2003
- Matthieu Ricard / Trinh X. Thuan : The Quantum and the Lotus (L'Univers dans la paume de la main), Random House, 2001
- François Caradec : Raymond Roussel: A Life (Raymond Roussel), Atlas, 2001
- Daniel Pennac : Passion Fruit (Aux fruits de la passion), Harvill, 2000
- Daniel Pennac : Write to Kill (La Petite Marchande de prose), Harvill, 1999
- Daniel Pennac : The Scapegoat (Au bonheur des ogres), Harvill, 1998
- Daniel Pennac : The Fairy Gunmother (La Fée carabine), Harvill, 1997
- Hugo Pratt : Ballad of the Salt Sea (La Ballade de la mer salée), Harvill, 1996
- Hugo Pratt : The Celts (Les Celtiques), Harvill, 1996
- Georges Perec : Three (Quel petit vélo...?, Les Revenentes et Un cabinet d'amateur), Harvill, 1996